# Direction générale de l'Alimentation
Ne doit pas être confondu avec la Direction générale de l'Aménagement, du Logement et de la Nature (DGALN)
 (juin 2015).
Si vous disposez d'ouvrages ou d'articles de référence ou si vous connaissez des sites web de qualité traitant du thème abordé ici, merci de compléter l'article en donnant les références utiles à sa vérifiabilité et en les liant à la section « Notes et références ».
En pratique : Quelles sources sont attendues ? Comment ajouter mes sources ?
La direction générale de l'Alimentation (DGAL ou DGAl) est une direction dépendant du ministère français de l'Agriculture et de l'Alimentation. Son domaine de compétence recouvre la qualité et la protection des végétaux, la santé et la protection animales, la sécurité sanitaire des aliments, l'offre alimentaire et les contrôles aux frontières.

## Historique
Cette direction générale a été créée en 1987, succédant à la direction des Industries Agricoles et Alimentaires et à la direction de la Qualité, elle-même constituée en 1976 sur la base de la direction des Services vétérinaires du ministère de l’Agriculture (qui comprenait à l’époque le service de la Répression des fraudes, transféré à la DGCCRF). 
Elle fut réformée en 1997 et par la loi d'agriculture de 1999 afin de se concentrer sur la sécurité alimentaire des produits, en liaison avec l'Agence française de sécurité sanitaire des aliments (Afssa, devenue Anses, Agence nationale de sécurité sanitaire de l'alimentation, de l'environnement et du travail, en 2010), créée en 1999. En se recentrant sur les missions de réglementation et de contrôle, la DGAL perd les missions économiques qui sont alors confiées à la direction des Politiques économiques et internationales.
La DGAL a été dirigée successivement par :
- André Chavarot : 1987-1989
- Jean-François Guthmann : 1989-1994
- Philippe Guérin : 1994-1996
- Marion Guillou : 1996-2000
- Catherine Geslain-Laneele : 2000-2003
- Thierry Klinger : 2003-2004
- Sophie Villers : 2004-2006
- Jean-Marc Bournigal : 2006-2009.
- Pascale Briand : 2009-2012
- Patrick Dehaumont : du 9 février 2012 au 30 avril 2019 (décret du 9 février 2012 - JORF no 0035 du 10 février 2012 page texte no 72)
- Bruno Ferreira : 2019[2]-2022.
- Maud Faipoux, depuis le 8 juin 2022[3].

## Rôle
La Direction générale de l'Alimentation (DGAL) est chargée de réglementer, de contrôler et de garantir la qualité, la sécurité et l'innocuité des aliments, ainsi que de gérer les situations d'urgence sanitaire liées à l'alimentation. Pour cela, elle dispose de leviers d'action sur les plans juridique, de la police sanitaire, du contrôle et de la gestion des urgences sanitaires. La DGAL pilote également la politique nationale de l'alimentation et coordonne les plans d'action en région adaptés aux situations locales. En outre, elle joue un rôle important dans la défense des positions françaises au niveau européen en matière de sécurité alimentaire.
Les principales missions sont : 
- prévenir et gérer les risques sanitaires liés à la consommation des aliments, à la production agricole et à l’environnement ;
- garantir la qualité et la traçabilité des produits agricoles et alimentaires ;
- assurer le bien-être des animaux d’élevage et de compagnie ;
- préserver la biodiversité et le patrimoine génétique des espèces animales et végétales ;
- participer à l’élaboration et à la mise en œuvre des normes européennes et internationales en matière de sécurité sanitaire ;
- contrôler le respect de la réglementation par les opérateurs économiques et les professionnels ;
- coordonner les actions des services déconcentrés de l’État et des organismes partenaires ;
- informer et sensibiliser les citoyens et les consommateurs sur les enjeux de la sécurité sanitaire.

## Organigramme
Directrice générale : Maud Faipoux
Directrice générale adjointe : Marie-Christine Le Gal
- Brigade nationale d'enquêtes vétérinaires et phytosanitaires
- Mission des urgences sanitaires
- Mission de valorisation des actions et de la stratégie
- Délégation du soutien aux services
- Direction de programme du système d'information de l'alimentation
- Direction de projet chargé des épizooties
- Service des actions sanitaires en production primaire
- Service de la gouvernance et de l'international dans les domaines sanitaire et alimentaire

## Fonctionnement
Pour mettre en œuvre ses actions sur le terrain, la direction générale de l'Alimentation s'appuie sur les services déconcentrés de l'État :
- en région avec les directions régionales de l'Alimentation, de l'Agriculture et de la Forêt (DRAAF) ;
- en département avec les directions départementales de la Protection des populations (DDPP) et les directions départementales de la Cohésion sociale et de la Protection des populations (DDCSPP) ;
- en départements et régions d'outre-mer avec les directions de l'Alimentation, de l'Agriculture et de la Forêt (DAAF).

La DGAL délègue certaines missions à des organismes à vocation sanitaire (santé animale et végétale), à des vétérinaires mandatés (santé et protection animale) et dans le cas particulier de la santé des semences et plants, aux services de contrôle de la qualité des semences (SOC, CTIFL, FranceAgriMer).

## Moyens humains
Instrument opérationnel de l’action publique, la DGAL regroupe 4 800 personnes qui s’appuient sur un maillage territorial et des relais de compétences diverses dont 14 000 vétérinaires praticiens détenant le mandat sanitaire, 30 laboratoires nationaux de référence et sur 150 laboratoires d’analyses spécialisés majoritairement composés de laboratoires départementaux d’analyse.